# Enfermedad del tracto urinario inferior felina
La enfermedad del tracto urinario inferior felina (ETUIF), también conocida como FLUTD, por las iniciales de su denominación en inglés (feline lower urinary tract disease), es el nombre que se le da a un conjunto de enfermedades que afectan a las vías urinarias inferiores de los gatos, sobre todo cistitis, cálculos en la vejiga urinaria o uretra, y obstrucción total o parcial de la uretra. Este conjunto de enfermedades es habitual en los gatos, afectando a entre el 0.5 y el 1 % de la población felina, siendo su frecuencia igual en ambos sexos, aunque tiende a ser más grave en los machos, pues son más propensos al bloqueo de la uretra, por ser esta más larga que en las hembras. Los síntomas principales, consisten en que el animal acude a orinar con más frecuencia de la habitual, tiene dificultad o dolor durante la micción, la realiza fuera del lugar que utiliza normalmente, y la orina contiene sangre (hematuria). Si se produce la obstrucción total de la uretra, el gato no puede orinar y si no se soluciona el problema de forma rápida, el animal muere por hidronefrosis. La enfermedad tiene mucha tendencia a recurrir.